# Skunny
Skunny är en datorspelskaraktär som medverkade i en serie datorspel från början av 1990-talet. Spelen är gjorda av Copysoft. Samtliga spel utgavs till DOS.

## Skunny medverkar i dessa spel
- 1993 - Skunny: Back to the Forest[1]
- 1993 - Skunny: Save our Pizzas[2]
- 1993 - Skunny in the Wild West[3]
- 1993 - Skunny: Desert Raid[4]
- 1993 - Skunny Kart[5]
- 1994 - Skunny: Lost in Space[6]
- 1995 - Skunny: Special Edition[7]
- 1997 - Skunny 32-Bit[8]